# Saint-Girons (Ariège)
Saint-Girons település Franciaországban, Ariège megyében. Lakosainak száma 6129 fő (2022. január 1.). Saint-Girons Encourtiech, Eycheil, Montjoie-en-Couserans, Moulis és Saint-Lizier községekkel határos.

## Népesség
A település népessége az elmúlt években az alábbi módon változott:
| Lakosok száma | 7971 | 7260 | 6596 | 6533 | 6289 | 6324 | 6383 | 6418 | 6415 | 6129 |
|               | 1968 | 1982 | 1990 | 2006 | 2013 | 2015 | 2017 | 2019 | 2020 | 2022 |